# Votivna krona
Votivna krona je votivni dar v obliki krone, običajno iz plemenitih kovin in pogosto okrašen z dragulji. Zlasti v zgodnjem srednjem veku so bile posebne oblike zasnovane tako, da so jih za verige obesili na oltar, relikviarij ali podobo. Poznejši primeri so pogosteje značilne krone v slogu obdobja, bodisi zasnovane tako, da se postavijo na glavo kipa, bodisi na način, da jo bodo ponovno uporabili po darovanju.

## Prekrščanski primeri
V antičnem svetu so poznali poganske votivne krone, čeprav so te v bistvu znane le iz literarnih referenc. Vitruvij zapisuje, da je Hiero II. Sirakuški (umrl 215 pr. n. št.) svojega zlatarja obtožil, da ga je varal zaradi izdelave votivne krone za kip v templju, za katerega je dobavil zlato, ki ga je bilo treba uporabiti in prosil Arhimeda, naj pripravi test. To je Arhimeda pripeljalo do njegovega znamenitega izreka eureka, potem ko je ugotovil, da lahko preizkusi krono, če primerja njen izpodriv vode z enako težo čistega zlata; v resnici je zlatar vzel nekaj zlata in namesto tega dodal srebro.  Iz drugih referenc je razvidno, da v klasičnih časih niso bili samo kipi bogov, ampak tudi živim vladarjem darovali krone v upanju, da bodo na prošnjo ugodno odgovorili.

## Viseče votivne krome
Največ ohranjenih primerov krščanskega zgodnjesrednjeveškega visečega tipa izvira iz vizigotske Hispanije iz 7. stoletja, zlasti iz zaklada iz Guarrazarja, blizu Toleda, ki vključuje najmanj šestindvajset primerkov iz zlata, verjetno skritih, ko se je bližala muslimanska invazija. Te so bile izkopane leta 1859 in so zdaj razdeljene med španski Nacionalni arheološki muzej in Musée de Cluny v Parizu.  Tip je bil prvotno rimski ali bizantinski in je bil široko sprejet po vsej Evropi . Skoraj vse so se izgubile, saj so bili predmeti izjemno ranljivi za krajo ali ropanje. Ni jih bilo mogoče nositi, ker so bile premajhne in pogosto so imele pendilije ali viseče okraske na verigah, ki so viseli z glavne krone, pogosto z dragulji in morda oblikovani v črke, ki so pisale besedo ali besedno zvezo. V zgornjem primeru so črke na pendilijah RECCESVINTHVS REX OFFERET ('King Rekesvint je to daroval'). Te kraljeve donacije so pomenile pokornost monarhije Bogu. Na take predmete je verjetno vplivalo trideset obešenih zlatih kron, ki jih je Justinijan I. obesil okrog glavnega oltarja Hagije Sofije, zdaj izgubljene , čeprav je bila krščanska praksa stara vsaj 4. stoletja. 
Glavno telo visečih kron je običajno ravno okoli vrha in spodnjega obroča; nekatere so zgolj odprt okvir prožno povezanih kovinskih kosov. Takšne krone so bile verjetno v tem obdobju zelo razširjene po krščanski Evropi. Volja 572 Arediusa, bogatega prijatelja Gregorja Tourskega v Galiji, opisuje krono, ki je po obliki zelo podobna španskim zgledom. Železna krona iz Lombardije je bila morda prvotno narejena kot votivna krona, čeprav so jo kasneje uporabili za kronanje monarhov, vključno z Napoleonom I.. Druga zlata krona je bila vir prerekanj v Konstantinopolu; cesarju Mavriciju (v. 582–602) jo je za Veliko noč leta 601 namenila njegova žena Konstantina in cesarica vdova Sofija, ki naj bi jo nosila. Namesto tega so jo z verigami obesili nad glavnim oltarjem Hagije Sofije in razburili obe dami.  Tam je visela skoraj dve stoletji, dokler jo ni snel cesar Leon IV. Hazar in jo vzel za lastno uporabo. V sumljivo čedni zgodbi je bila krona bogato okrašena s karbukli (dragulji), Leo, ki je bil ikonoklast, pa je kmalu zatem umrl zaradi izbruha karbuklov (abscesov), kar je cerkvi omogočilo očiten zaključek; druge zgodbe pravijo, da ga je žena zastrupila. Druga bizantinska votivna krona, ki jo je daroval Leon VI. (v. 886–912), je zdaj v zakladnici San Marca v Benetkah in je okrašena s cloisonné emajli. 

## Votivne krone za kip
Kasneje srednjeveški vir v Angliji pravi, da je kralj Knut Veliki dal krono ali 'njegovo' krono, ki jo je treba postaviti ali nad glavo kipa ali velikega razpela v Winchesterski stolnici (drug pomemben okrašen kip z njegovim nakitom ali mečem).  Anglosaška kronika beleži, da so možje Herewarda Wakeja leta 1070 na glavnem oltarju stolnice v Peterboroughu oplenili zlato krono z glavnega kipa. V romanskem obdobju je bil koncept visoka kronana podoba Kristusa, ki je pogosto prikazan, da nosi križ na križu in to v lesu in kovini ter iluminiranih rokopisih in tudi uvedbo kronanih podob Device Marije na Zahodu. Marija kot kraljica neba je postajala vse bolj vidna.
Zelo majhna pozno srednjeveška krona, ki je zdaj v zakladnici Aachenske stolnice, je bila narejena za znamenito razkošna poročno praznovanje leta 1468 Margarete Yorške, vojvodinje Burgundije, sestre Edvarda IV. Angleškega, pozneje dana na kip Device Marije kot votivni dar. Zasnovana je bila tako, da se je nosila na vrhu glave na pričeski ali morda heninu (pokrivali v obliki stožca) in je veliko manjša od običajne krone za nošenje neposredno na glavi.   To je zdaj redek primer srednjeveške votivne krone, ki je ohranjena. Nekaj let pozneje, leta 1487, je krono, ki jo je uporabil pretendent za angleško krono Lambert Simnel, dobil kip Device v Dublinu. 
Krone, zasnovane izključno za kipe, so postale vse bolj dovršene, zlasti v obdobju baroka in v španskem svetu; pogosto imajo ploščate žarke okoli sebe, v slogu, ki se je uporabljal za monštrance, kot je prikazano v primeru. Kipi Device Marije in dojenčka Jezusa tipa Infant Jezus iz Prage so med tistimi, ki jih najpogosteje kronajo. Krona Andov je votivna krona iz Kolumbije v zlatu s 450 smaragdi, očitno narejena med poznim 16. in 18. stoletjem, morda prvotno kot darilna zahvala, da je bilo mesto Popayán rešeno pred kugo. Zdaj je v zasebnih rokah v ZDA. 

## Sodobni primeri
Votivne krone se v sodobnih časih še naprej izdelujejo v katoliških državah. Pogosto so bile takšne krone hranjene v cerkveni zakladnici, razen ob posebnih priložnostih, kot so primerni prazniki, ko jih nosi kip. Kristus in Marija pogosto nosita krone v krščanski umetnosti, v predmetih, kot je kronanje Device in so najpogostejše figure, ki jih je treba kronati, vendar se lahko tudi drugim svetnikom podelijo krone, zlasti če je bil svetnik kraljevski ali mučenec, saj se mučenikom v mnogih nebesih obljubljajo krone v nebesih.
V Grčiji tama ali votivni dar kot dve majhni poročni kroni, nakazujeta prošnjo za dobro poroko. Kroni, ki sta se uporabljali v obredu, je par običajno obdržal.